# Sporetus porcinus
Sporetus porcinus là một loài bọ cánh cứng trong họ Cerambycidae.